# Povijest Solomonskih Otoka
Povijest Solomonskih Otoka seže duboko u prošlost prije oko 30,000 godina.
Prvi doseljenici bili su Papuanci s Nove Gvineje prije oko 30,000 godina. Prije oko 4,000 godina pr. Kr., došli su narodi austronezijskog govornog područja, donoseći nove poljoprivredne i pomorske tradicije. Većina sadašnjih jezika sa Solomonskih Otoka potječe još iz toga vremena. Postoje sačuvani spomenici iz vremena prije dolaska Europljana.
Španjolac Álvaro de Mendaña de Neira bio je prvi Europljanin, koji je došao na neki od solomonskih otoka. Pristao je na solomonskom otoku Santa Isabel 6. veljače 1568. godine. Smatrao je, da se na otočju nalazi blago židovskog kralja Solomona pa je nazvao otočje - Solomonski Otoci. Španjolska je ovdje bezuspješno pokušavala uspostaviti svoju koloniju. Kapetan Philip Carteret ponovno je otkrio Solomonske Otoke 1767. godine. Povremeno su dolazili nizozemski, britanski i španjolski moreplovci i uglavnom su bili lijepo primljeni od domaćega stanovništva. 
Povremeno su vlast nad nekim od Solomonskih Otoka imali stanovnici Havaja i kasnije Njemačka. Velika Britanija je uspostavila protektorat nad Solomonskim otocima 1893. Neke od najžešćih borbi u Drugom svjetskom ratu u sklopu Rata na Pacifiku, dogodile su se na Solomonskim Otocima, od kojih je najpoznatija Bitka za Guadalcanal, u kojoj su Saveznici predvođeni SAD-om pobijedili Japansko Carstvo. Rat je ostavio opustošenu zemlju, ali se lokalno stanovništvo upoznalo s modernim načinom života. Solomonski Otoci su i dalje bili pod britanskim protektoratom. Samouprava je ostvarena 1976., a neovisnost je odobrena 7. srpnja 1978. Prvi premijer bio je Sir Peter Kenilorea iz plemena 'Are'are.
Aktualni problemi su: korupcija, državni deficit, prekomjerno iskorištavanje šuma i borba s malarijom.
Počevši od 1999., izbili su građanski etnički nemiri, koji su doveli gotovo do potpunoga raspada uobičajene državne vlasti: državni službenici nisu primali plaće mjesecima, a Vlada se sastajala u tajnosti, zbog straha od lokalnih vojnih pobunjenika. Vojska i policija nisu u stanju uspostaviti sigurnost, jer su pripadnici vojske i policije članovi različitih pobunjeničkih skupina.
U srpnju 2003., Vlada Solomonskih Otoka poslala je službeni zahtjev međunarodnoj zajednici za vojnu pomoć. Stigle su međunarodne snage od 2,200 policajaca i vojnika, na čelu s Australijom i Novim Zelandom, a uključujući predstavnike iz 20 drugih zemalja Pacifika u okviru Operacije Helpem Fren. 
Uz to, Solomonske Otoke osobito je teško pogodila azijska financijska kriza 1997., pa se dogodio pad BDP-a između 15% -25%. Oko polovice svih radnih mjesta u drvnoj industriji izgubljeno je. Vlada je priopćila kako će reformirati pridobivanje drva iz šume, s ciljem potrajnosti i očuvanja prirode.
Od 2000. godine, Vlada Solomonskih Otoka postaje sve insolventnija pa je u 2001., deficit dosegao oko 8% BDP-a. Vlada svake godine dobiva novčanu pomoć iz Australije, Novoga Zelanda, Europske unije, Japana i Tajvana. U međuvremenu se ekonomska situacija stabilizirala, ali još uvijek traju etnički nemiri.